# Cewice
Cewice (deutsch Zewitz, kaschubisch Céwice) ist ein Dorf im Powiat Lęborski der polnischen Woiwodschaft Pommern. Das Dorf ist Sitz der gleichnamigen Landgemeinde.

## Geographische Lage
Cewice liegt in Hinterpommern, etwa 12 Kilometer südlich der Kreisstadt Lębork.

## Geschichte

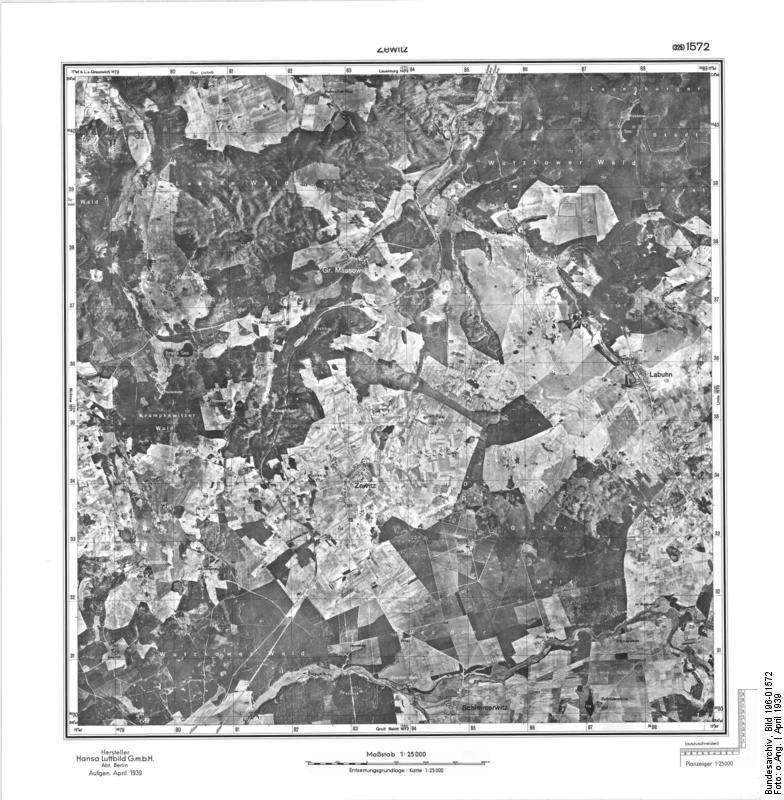
Luftaufnahme von Zewitz

In älterer Zeit war die Ortschaft Lehensbesitz adliger Familien. Um 1784 gab es in Zewitz zwei Vorwerke,
sieben Bauern, sieben Kossäten, zwei Gastwirtschaften, von denen die eine Heidekrug genannt wurde und an der Poststraße Stolp – Lauenburg i. Pom. lag, einen Schulmeister, auf der Feldmark das am Fluss Buckowin gelegene Vorwerk Bohr und insgesamt 17 Haushaltungen. Besitzer der beiden Zewitzer Güter waren seinerzeit die Gattin des Kammerherrn Joachim August von Wobeser, Maria Henrietta von Wobeser, geborene von Weiher, und die Witwe Carolina Ludovica von Deminski, geborene von Schachmann. In der ersten Hälfte des 19. Jahrhunderts waren die Familien Grell und Pirch in Zewitz ansässig.
Im Jahre 1910 zählte das Dorf (Gemeinde und Gutsbezirk) 574 Einwohner. Die Zahl stieg bis 1933 auf 731 und betrug 1939 noch 713. Eingegliedert waren die Ortschaften bzw. Wohnplätze: Annenhof, Bahnhof Zewitz, Heidekrug, Leßnickhof und Zewitzer Boor.
Die 20,5 km² große Gemeindefläche beherbergte insgesamt fünf Wohnorte:
- Bahnhof Zewitz
- Heidekrug
- Leßnickhof
- Zewitz
- Zewitzer Boor

Zewitz gehörte zum Amtsbezirk Zewitz, der zwei Gemeinden umfasste: Zeitz und Labuhn. Das Standesamt befand sich in Labuhn.
Im Jahr 1945 gehörte der Amtsbezirk Zewitz zum Landkreis Lauenburg i. Pom. im Regierungsbezirk Köslin der preußischen Provinz Pommern des Deutschen Reichs.
Gegen Ende des Zweiten Weltkriegs wurde Zewitz Anfang März 1945 von der Sowjetarmee besetzt und einige Zeit danach zusammen mit ganz Hinterpommern unter polnische Verwaltung gestellt. Anschließend begann im Dorf die Zuwanderung polnischer Zivilisten. Zewitz erhielt den polnischen Ortsnamen Cewice. In der darauf folgenden Zeit wurden die Zewitzer Alteinwohner vertrieben.
Cewice gehört heute zum Powiat Lęborski (Lauenburg) der polnischen Woiwodschaft Pommern (bis 1998 Woiwodschaft Słupsk). Der Ort ist Teil und Amtssitz der Gmina Cewice. Heute wohnen hier etwa 1700 Menschen.

## Bevölkerungsentwicklung
| Jahr | Einwohner | Anmerkungen                                                   |
| ---- | --------- | ------------------------------------------------------------- |
| 1867 | 588       | 369 in der Landgemeinde, 219 im Gutsbezirk                    |
| 1871 | 553       | alle Evangelische; 359 in der Landgemeinde, 194 im Gutsbezirk |
| 1905 | 507       | 292 in der Landgemeinde, 215 im Gutsbezirk                    |
| 1925 | 785       | darunter 671 Evangelische und 110 Katholiken                  |
| 1933 | 731       | [ 8 ]                                                         |
| 1939 | 713       | [ 8 ]                                                         |

### Kirche
Vor 1945 war der größte Teil der Bevölkerung von Zewitz evangelischer Konfession. Während die wenigen katholischen Einwohner die Kirche in Lauenburg (heute polnisch: Lębork) besuchten, war für die evangelischen Labuhn (Łebunia) der Kirchort. Zu seinem Kirchspiel gehörten auch Groß Massow (Maszewo Lęborskie), Occalitz (Okalice), Poppow (Popowo) und Werder (Zakrzewo). Es gehörte zum Kirchenkreis Lauenburg im Ostsprengel der Kirchenprovinz Pommern der Kirche der Altpreußischen Union.
Im Jahre 1940 zählte das Kirchspiel Labuhn insgesamt 2.100 Gemeindeglieder.
Seit 1945 ist die Einwohnerschaft von Cewice fast ausnahmslos katholischer Konfession. Pfarrsitz ist weiterhin Łebunia, das jetzt zum DekanatSierakowice (Sierakowitz) im Bistum Pelplin der Katholischen Kirche in Polen gehört. Hier lebende evangelische Kirchenglieder sind dem Pfarramt der Kreuzkirche in Słupsk (Stolp) in der Diözese Pommern-Großpolen der Evangelisch-Augsburgischen Kirche in Polen zugeordnet.

## Verkehr
Der Bahnhof Zewitz lag an der Bahnstrecke Lauenburg–Bütow. Diese führt heute nur noch bis zum Anschluss des Militärflugplatzes Siemirowice.

## Gmina Cewice
Die Landgemeinde Cewice liegt im Süden des Powiat Lęborski. Sie umfasst eine Fläche von 187,86 km² bei einer Einwohnerzahl von mehr als 7000 Menschen.